# Charlestown (Wisconsin)
Charlestown es un pueblo ubicado en el condado de Calumet en el estado estadounidense de Wisconsin. En el Censo de 2010 tenía una población de 775 habitantes y una densidad poblacional de 9,43 personas por km².

## Geografía
Charlestown se encuentra ubicado en las coordenadas 44°0′45″N 88°4′16″O / 44.01250, -88.07111. Según la Oficina del Censo de los Estados Unidos, Charlestown tiene una superficie total de 82.16 km², de la cual 81.31 km² corresponden a tierra firme y (1.03%) 0.85 km² es agua.

## Demografía
Según el censo de 2010, había 775 personas residiendo en Charlestown. La densidad de población era de 9,43 hab./km². De los 775 habitantes, Charlestown estaba compuesto por el 97.55% blancos, el 0.9% eran afroamericanos, el 0.13% eran amerindios, el 0.26% eran asiáticos, el 0% eran isleños del Pacífico, el 0.52% eran de otras razas y el 0.65% pertenecían a dos o más razas. Del total de la población el 1.16% eran hispanos o latinos de cualquier raza.